# Алексєєва Людмила Михайлівна
Людми́ла Миха́йлівна Алексє́єва (20 липня 1927, Євпаторія, Кримська АРСР, РРФСР — 8 грудня 2018, Москва, Росія) — російська громадська діячка, учасниця правозахисного руху в СРСР і пострадянській Росії, одна із засновників (у 1976 році) Московської Гельсінської групи (МГГ), від 1996 року — голова МГГ. У 2002—2012 роках — член Комісії з прав людини при Президенті Російської Федерації (згодом перетворена в Раду при Президентові Російської Федерації з розвитку громадянського суспільства і прав людини). З 3 грудня 2018 року — член Ради при Президенті Російської Федерації з розвитку громадянського суспільства і прав людини. Була однією з організаторів (листопад-грудень 2004 року) і до 2008 року однією з трьох співголів Всеросійського громадянського конгресу.

## Життєпис

### Дитинство і юність
Людмила Алексєєва (до шлюбу Славінська) народилася 20 липня 1927 року в Євпаторії. Батько, Михайло Львович Славинський, економіст, загинув в 1943(?) році під Ленінградом. Мати, Валентина Опанасівна Єфименко, кандидат фізико-математичних наук, викладала в МВТУ імені Баумана. В інтерв'ю новинному порталу Естонського телебачення Алексєєва розповіла про те, що естонська бабуся виховувала її у протестантському дусі. З раннього дитинства Людмили її родина влаштувалася в Москві, спочатку жили в бараці в Останкіно, а 1937 року переїхали в центр Москви до комунальної квартири, яка звільнилася після арешту одного з відповідальних працівників Центросоюзу — відомства, у якому працював Михайло Славинський.
В 1937 році почалися арешти, 29 квартир в їх будинку змінили мешканців. Десятирічна Людмила не сприймала те, що відбувається, як щось надзвичайне, вона не знала іншого життя і не задавала питань. Дорослі вели себе обережно, не обговорювали те, що відбувалося навколо них, діти інтуїтивно вели себе так само. Навесні 1937 року заарештовано голову Центросоюзу, який на допитах зізнався в тому, що створив у відомстві «підпільну фашистську організацію», в яку втягнув близько трьохсот комуністів, своїх співробітників. Батько Людмили потрапив під слідство, але уникнув репресій. Загалом, згідно з мемуарами Людмили Алексєєвої, 297 співробітників М. Л. Славинського відправлено в табори або знищено:19-24.
3 липня 1941 року вони виїхали поїздом до Москви.
14 липня 1941 року батько пішов на фронт, Людмилу Алексєєву разом з іншими дітьми співробітників Інституту математики вислали в евакуацію до Казахстану.:25-27. Алексєєва в евакуації працювала технічною секретаркою у райкомі ВЛКСМ..
У 1942 році Славинський загинув на фронті..
Навесні 1943 року Людмила Алексєєва з матір'ю повернулися до Москви. В школу Людмила не пішла, звернулася в комсомольську організацію з проханням направити її на фронт або на оборонне підприємство. Її направили на будівництво станції метро «Сталінська» (нині «Семенівська»), Людмила тягала вагонетки з породою з тунелю. Праця була виснажлива, але дівчина сприймала її як вимогу часу:30-31.
1945 року Алексєєва вступила на перший курс історичного факультету МДУ. Через тиждень занять її обрали комсоргом групи, однак незабаром їй заявили, що комсоргом повинен бути фронтовик, і рішення переглянули. Як згодом Алексєєва наголошувала у своїх спогадах, на історичний факультет йшли фронтовики «особливої породи» — ті, хто в армії стали партійними і комсомольськими функціонерами, відчули смак до влади над людьми. Історичною наукою вони не цікавилися, зате вибудовували свою майбутню кар'єру керівників. Для того, щоб їх помітили старші товариші, студенти-функціонери порушували «персональні справи», звинувачуючи однокурсників у нелояльності, втраті пильності та інших гріхах. Студент міг зазнати виключення з університету навіть за те, що не здав вчасно транспарант після демонстрації:38.
Спостерігаючи подібні розгляди, Людмила Алексєєва сформулювала для себе теорію, що в партію проникли люди, позбавлені моральних принципів і прагнуть до влади. Вона роздумувала над дилемою — вступити в партію, щоб боротися за чистоту рядів, або триматися від неї подалі. У той період Алексєєва зупинилася на другому варіанті:38-40.
Вона вибрала кафедру археології — найменш ідеологізовану галузь історичної науки, хоча дуже цікавилася історією російського революційного руху, але цей предмет вона вирішила вивчити самостійно. Згідно з мемуарами її захопила історія декабристів, у якій вона знаходила паралелі з наявною дійсністю: в боях з наполеонівською армією не було місця функціонерам, оскільки війну виграли громадяни, які повернувшись з Європи, виявилися не потрібні імператорському уряду, оскільки йому потрібні були слухняні піддані:41.
Ще одним способом втечі від реальності для Людмили Михайлівни стало особисте життя:43. Їй зробив пропозицію давній знайомий їхньої родини, Валентин Алексєєв. Людмила переконала себе, що закохана, і дала згоду на шлюб, а незабаром виявила, що вагітна. Сімейне життя і турботи про дитину дозволяли забути про навколишні кривди сталінського суспільства:47.
Однак контраст між деклараціями офіційної ідеології і реальним життям не давав Людмилі спокою. Свої сумніви вона неодноразово намагалася обговорити з братом батька, дядею Борею. На всі питання у нього була одна відповідь: «Принципи соціалізму — для таких учених дуреп, як ти. Немає принципів. Немає соціалізму. Є просто зграя паханів». Людмила Алексєєва не могла прийняти таке радикальне пояснення і вважала, що дядько Боря — «людина чудова, але примітивно мислить»:50.
У 1950 р. закінчила історичний факультет МДУ.
У 1950—1953 рр. викладала історію в ремісничому училищі в Москві. Одночасно була позаштатним лектором обкому ВЛКСМ.
У 1952 р. вступила в КПРС.
У 1953—1956 рр. навчалася в аспірантурі Московського економіко-статистичного інституту за фахом «історія КПРС».
У 1959—1968 рр. — наукова редакторка редакції археології й етноґрафії видавництва «Наука».
У 1970—1977 рр. — співробітниця Інституту наукової інформації із суспільних наук АН СРСР.

### Учасниця дисидентського руху
Після смерті Сталіна і викриття Берії (1953) пережила світоглядну кризу. Відмовилася перейти на штатну роботу в апарат ВЛКСМ і прийняла рышення не захищати дисертацію.
З 1956 р. на квартирі Алексєєвої збиралися представники московської інтелігенції, вона стала місцем зберігання і розповсюдження самвидаву. У 50-60-х рр. Алексєєва познайомилася з майбутніми дисидентами: Олександром Вольпіним (Єсеніним), Юрієм Гастєвим, Юлієм Даніелем, Ларисою Богораз, Анатолієм Якобсоном.
У правозахисному русі почала брати участь коли 1966 року відбувся процес Синявського і Даніеля..
Надавала правову і організаційну допомогу політичним в'язням в СРСР, їздила в табори і заслання.
У 1967—1968 підтримала петиції під час політичного процесу над А. Гінзбургом та Ю. Галансковим — підписала три листи на їхній захист, збирала підписи. У квітні 1968 року її виключили з КПРС та звільнили з роботи.
У 1968 р. вийшла заміж за Миколу Вільямса — друга й посправника Гастєва.
У 1968—1972 роках була друкаркою першого в СРСР правозахисного бюлетеня «Хроника текущих событий» («Хроніка поточних подій»). Підтримувала зв'язок з кореспондентами бюлетеня в Україні. Передруковувала рукопис спогадів А. Марченка «Мои показания», А. Сахарова «Про прогрес, мирне співробітництво та інтелектуальну свободу».
Підписувала низку правозахисних звернень 1968—1975 років та брала участь у підготовці деяких з них.
З 1968 р. КГБ неодноразово піддавав Алексєєву обшукам і допитам. Зокрема, її допитували у справі Якіра — Красіна, однак потрібних КГБ показів вона не на дала.
1974 року отримала попередження КДБ про припинення «антирадянської діяльності» і можливий арешт за «систематичне виготовлення і розповсюдження антирадянських творів».
У 1975 і 1976 була учасницею прес-конференцій з нагоди Дня політв'язня в СРСР (30 жовтня).
У 1976 р. за пропозицією дисидента Юрія Орлова стала одним із засновників Московської Гельсінкської групи в СРСР і погодилася в разі еміґрації з СРСР стати її закордонним представником. Редагувала і зберігала документи, а також підписала перші 19 документів Групи.

### Роки еміграції

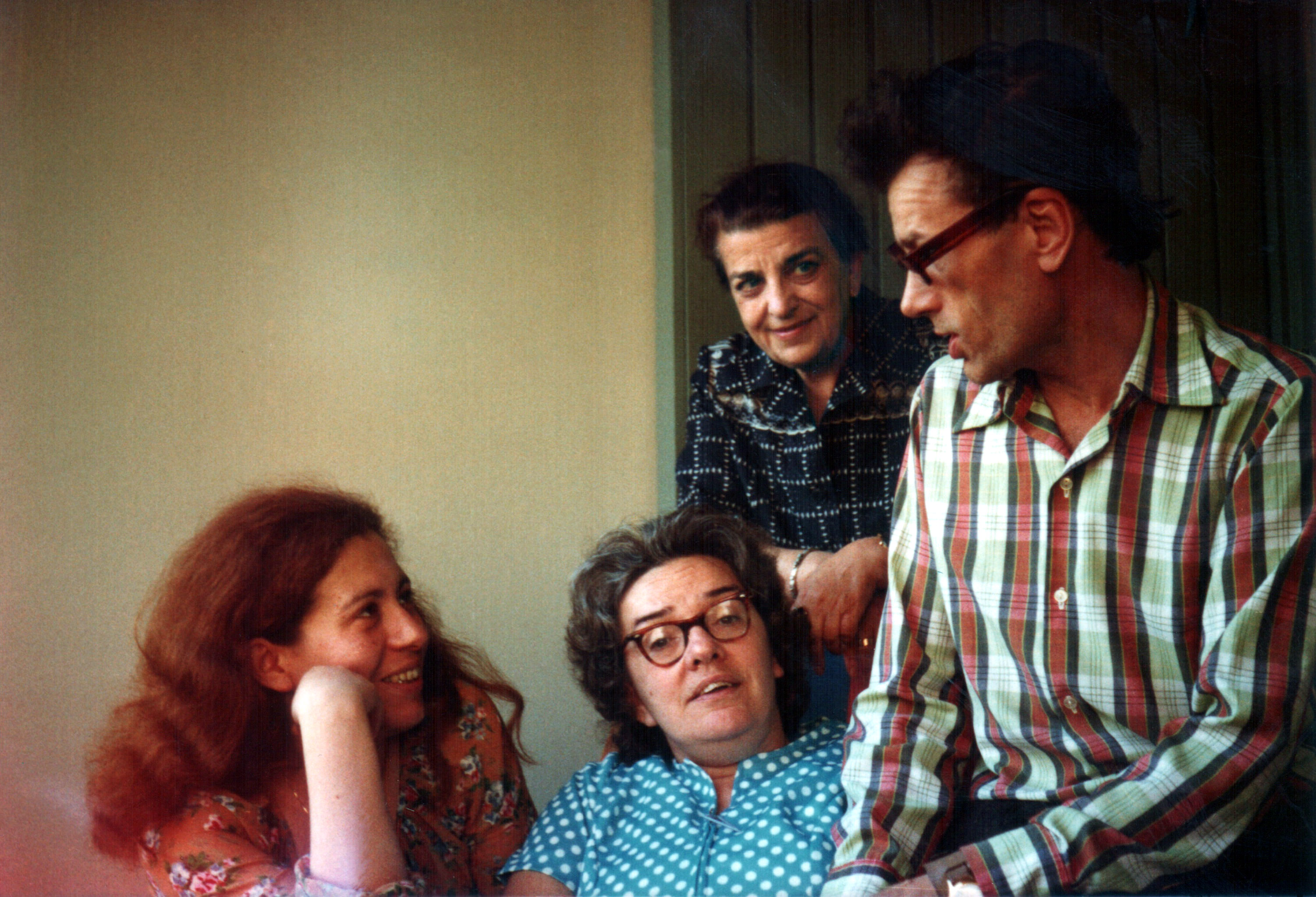
Юлія Вишневська, Людмила Алексєєва, Діна Камінська і Кронід Любарський. Мюнхен, 1978

22 лютого 1977 р. під загрозою арешту Алексєєва була змушена разом з чоловіком і молодшим сином Михайлом, випускником економічного факультету МДУ, емігрувати з СРСР і оселилася в США. В еміграції була закордонним представником МГГ. У 1977—1984 роках підготувала видання документів групи, видала збірник документів у справі Ю. Орлова. У 1977—1980 роках працювала над монографією «Історія інакомислення в СРСР. Новітній період» — першим фундаментальним історичним дослідженням на цю тему. Спочатку ця робота планувалася у вигляді 200-сторінкової довідки про дисидентський рух у СРСР для Конгресу США, написати яку Людмилі Алексєєвій запропонувала адміністрація Джиммі Картера. Однак праця над рукописом, яку планувала завершити за рік, розтягнулася на три роки і перетворилася на справжнє дослідження, що вийшло у 1984 р. під назвою «Історія інакомислення в СРСР. Новітній період» (перекладена англійською мовою у 1985). Перший розділ у ній присвячений українському національному руху — ця робота стала першим історичним дослідженням на цю тему.
Була консультантом правозахисних організацій «Human Rights Watch Helsinki» та «Free Trade Union Institute» АФТ-КПП.
З 1977 р. вела програми про права людини на радіостанціях «Свобода» і «Голос Америки», друкувалася в російськомовній емігрантській періодиці, а також в англійській і американській пресі.
У 1982 р. отримала громадянство США.
У другій половині 1980-х років у складі делегації США брала участь у роботі конференцій ОБСЄ (Рейк'явік, Париж).
З літа 1989 року і до повернення в Росію — заочний член відновленої МГГ.
У 1990 р. видала в США свої мемуари The Thaw Generation (Покоління відлиги).

### Правозахисна діяльність у Росії
1993 року повернулася разом з чоловіком в Росію. Син Михайло (Майкл) залишився в США, де з 1992 року є професором економіки в Університеті Індіани в Блумінгтоні і активно співпрацює з російськими економістами.
У травні 1996 року Алексєєву обрано головою Московської Гельсінкської групи. З листопада 1998 до листопада 2004 — президент Міжнародної Гельсінської федерації.
З 2002 року була членом Комісії з прав людини при президенті Росії. Після перетворення Комісії в листопаді 2004 року в Раду зі сприяння розвитку інститутів громадянського суспільства і прав людини при президенті Росії, увійшла до складу оновленої Ради.
У грудні 2004 року Алексєєва стала одним з організаторів, а потім одним із співголів Всеросійського громадянського конгресу (разом з Гаррі Каспаровим та Георгієм Сатаровим). ВГК створювався як широке правозахисне об'єднання під загальним гаслом «За демократію проти диктатури». При цьому було визначено, що конгрес не бере участь у виборах та створенні партій, і ним не повинні керувати чинні політики. Частина членів ВГК вирішила, що діяльність Каспарова, як одного з лідерів коаліції «Інша Росія», який мав висунути свою кандидатуру на виборах Президента Росії 2008 року, порушує принцип рівновіддаленості конгресу від будь-яких політичних сил і запропонувала відмежуватися від Каспарова, на що ВГК не пішов. Восени 2007 року Алексєєва і Сатаров звернулися до Каспарова із закликом призупинити свою діяльність на посаді співголови, а 14 січня 2008 року повторно його попросили піти у відставку. Оскільки Каспаров обидва рази на прохання піти з керівництва ВГК не відгукнувся, в результаті 17 січня 2008 року Алексєєва разом з Сатаровим самі вийшли з ВГК.
Пізніше разом з Сатаровим Алексєєва була організатором Всеросійської громадської мережі (ВГС), створеної на базі «правозахисної частини» ВГК.
2 червня 2010 року Алексєєва підписала угоду з головним редактором інтернет-видання «Портал-Credo.Ru» Олександром Солдатовим «про об'єднання своїх зусиль і початок спільної інформаційно-правозахисної діяльності».
Підтримала ініціативу Комітету громадянських ініціатив Олексія Кудріна про проведення 23 листопада 2013 року у Москві громадянського форуму й увійшла в його оргкомітет.
Алексєєва посіла 10-те місце в рейтингу "100 найвпливовіших жінок Росії за 2011 рік («Ехо Москви», РІА «Новини», «Вогник» та «Інтерфакс»). У рейтингу «100 найвпливовіших жінок Росії» журналу Вогник, радіостанції «Ехо Москви» і агентства «Інтерфакс» опублікованому в березні 2014 року, посіла 18-те місце.
20 липня 2017 року, в день дев'яносторіччя Л. М. Алексєєвої, президент Росії Володимир Путін приїхав до неї додому, привітав, провів у \\ будинку кілька хвилин.
Померла ввечері 8 грудня 2018 року в московській міській клінічній лікарні № 15 у віці 91 року. Була найстаршою російською правозахисницею.

### Стратегія-31

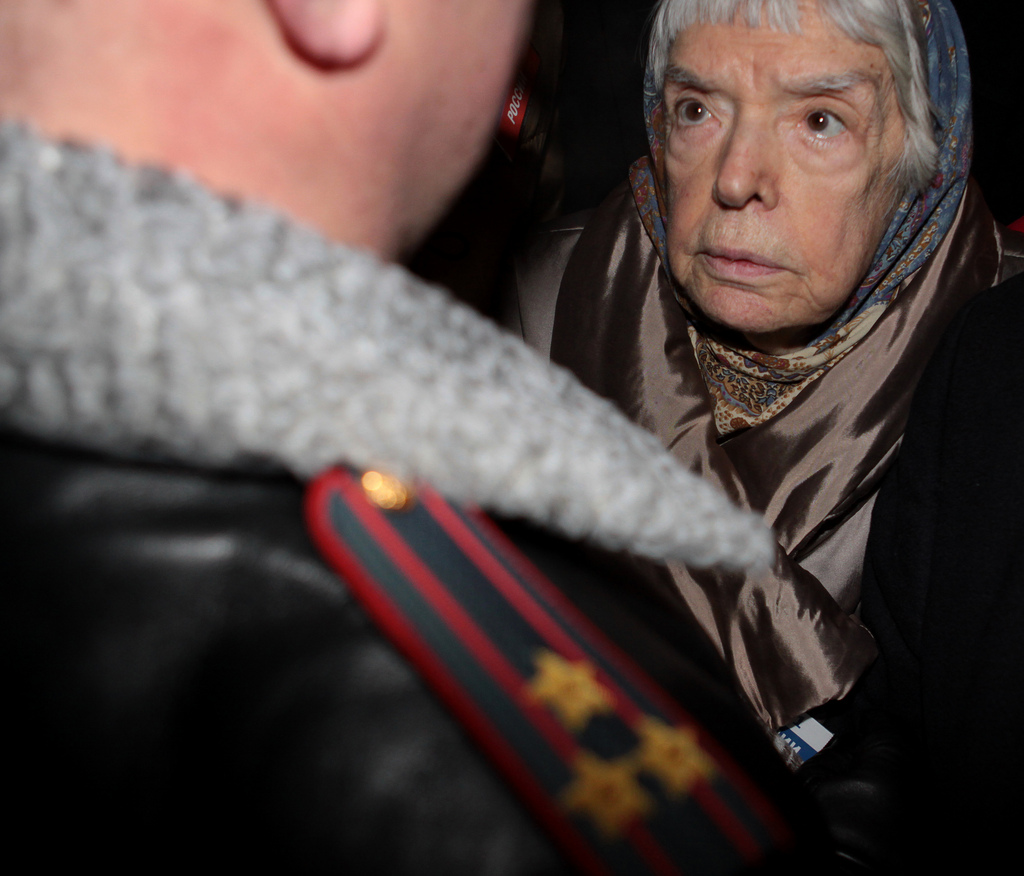
Людмила Алексєєва на Тріумфальній площі на акції протесту в рамках руху «Стратегія-31». 31 січня 2010

Від 31 серпня 2009 року Людмила Алексєєва брала активну участь у «Стратегії-31» — регулярних виступах громадян на Тріумфальній площі Москви на захист 31 статті Конституції РФ (про свободу зібрань). З 31 жовтня 2009 року була одним з постійних організаторів цих акцій. 31 грудня 2009 року під час спроби проведення чергового мітингу на Тріумфальній площі Людмилу Алексєєву затримали бійці ОМОН і серед десятків інших затриманих доставили до відділку міліції, що викликало великий резонанс у Росії та за кордоном.
Голова Європейського парламенту Єжи Бузек і Рада національної безпеки США висловили своє обурення затриманням відомої правозахисниці, газета «Нью-Йорк таймс» опублікувала на першій шпальті статтю про цю акцію протесту «Ентузіазм російських дисидентів винесе будь-які випробування».
Наприкінці 2010 року розійшлася в поглядах на тактику проведення заходів з Едуардом Лимоновим і вийшла зі «Стратегії-31».
Учасниця конгресу «Україна — Росія: діалог», що відбувся 24-25 квітня 2014 року в Києві.

### Інциденти
У серпні 2004 року Алексєєва і лідер Молодіжного правозахисного руху Андрій Юров отримали листи з погрозами від лідера Слов'янського Союзу Дмитра Дьомушкіна. На аркуші зображено снайпера, під ним — напис: «Гіренко, Юров, Алексєєва». Микола Гіренко, науковець з Санкт-Петербурга, убитий в червні 2004 року у своїй квартирі.
У червні 2008 року під час прес-конференції на захист в'язнів Алексєєву закидала яйцями група молодих людей, імовірно з ЛДПР.
31 березня 2010 року Алексєєву вдарив якийсь Костянтин Переверзєв, коли вона покладала квіти на станції метро «Парк Культури» в пам'ять про загиблих у терористичному акті, і був затриманий.. За «заподіяння побоїв з хуліганських спонукань» Переверзєв був засуджений на один рік умовно.
Влітку 2010 року на щорічному Всеросійському молодіжному освітньому форумі (таборі) «Селігер» Алексєєва стала одним з персонажів інсталяції «Тут вам не раді». Пластикова голова з її фотозображенням в головному уборі з нацистською символікою була насаджена на палю.

## Погляди
У вересні 2014 року підписала заяву з вимогою «припинити агресивну авантюру: вивести з території України російські війська і припинити пропагандистську, матеріальну та військову підтримку сепаратистам на Південному Сході України».
2012 року виступала за звільнення Юлії Тимошенко, засудженої за часів Віктора Януковича, а 2016 року виступила на захист Олега Сенцова, утримуваного в російській в'язниці.

## Нагороди та премії
Нагороди
- офіцер ордена Почесного легіону (Франція, 2007 рік).
- командор ордена «За заслуги перед Федеративною Республікою Німеччина» (Німеччина, 2009 рік)[32].
- кавалер ордена Великого князя Литовського Гядиміна (Литва, 5 лютого 2008 року)[33].
- Маріїнський Орден Хреста 3-го класу (Естонія, 2012 рік)[34].

Премії
- Премія «За свободу думки» імені Андрія Сахарова (2009)[22].
- Премія Улофа Пальме за видатні досягненн у правозахисній діяльності (2004)[22].
- Премія Федерації єврейських громад Росії «Людина року — 5765 Anno Mundi[en] (2011)» в номінації «Правозахисна діяльність»[35].
- Премія імені Наталії Естемірової «Людина честі і совісті» (2012)[22].
- Премія Вацлава Гавела на захист прав людини (2015)[31].
- Державна премія Росії (2017) — за досягнення у професії[22].

У 2012 і 2013 роках її висунуто на Нобелівську премію миру.

## Публікації
- История инакомыслия в СССР: Новейший период. - Бенсон (Вермонт): Хроника, 1984.
- The Thaw Generation: Coming of Age in the Post-Stalin Era. - Boston; Toronto; London: Little, Brown, 1990. - 340 p. - With P. Goldberg.
- Сборник документов Общественной группы содействия выполнению Хельсинкских соглашений / Сост. Л.М.Алексеева. - Вып. 4-8. - Нью-Йорк: Хроника-пресс, 1978-1984.
- Людмила Алексеева, Пол Голдберг. Поколение оттепели / Пер. с англ. З.Е.Самойловой. - М.: Захаров, 2006. - 432 с.